# 里昂中央理工学院
里昂中央理工学院（法语：École centrale de Lyon）是法国2018年认证的具有颁发工程师学位资质的205所工程师大学校之一。
1857年，在法国工业大发展的背景下，弗朗索瓦·巴泰勒米·阿尔勒-杜福尔（François Barthélemy Arlès-Dufour）在20位合作创办者的资金支持下建立该校。里昂中央理工学院是法国最古老的工程师学校之一，现校址是其历史上第4个校址，坐落于里昂附近的伊居里，自1967年开始投入使用，占地面积17公顷。校内共有约1500名工程师学生、约200名博士生，以及140多名教师和科研人员。
里昂中央理工学院校内有6个法國國家科學研究中心的实验室，这些实验室中还有学生实验指导课专用的教室。该校拥有一系列欧洲独有的科研设备， 在摩擦学、生物科学、纳米技术、声学、力学和航空学领域都广受认可。该校学生主要为工程师学生，毕业授予工程师学位，等同于硕士；或在学生完成博士学业后授予博士学位。得益于其工程师教育的质量，里昂中央理工学院在各个法国工程师学校排名长期居于前5。自1968年以来，里昂中央理工学院在全球范围内部署了一系列双学位或合作伙伴协议，现在校内有来自40多个国家或地区的学生。
里昂中央理工为中央理工学院联合体的创始成员之一，其包括了法国境内的5所院校及国外的4所学院；里昂中央理工学院同时也是法国第一所大学与院校共同体的里昂大学的成员，以及囊括全球约50所高等教育机构的欧洲顶尖工业管理者高校联盟的成员。

## 历史

### 1901 - 1967: 里昂中心
- 1901 : 校址迁至里昂。
- 1930 : 招收第一个女学生。
- 1963 : 与巴黎中央理工学校联合招生。

### 自1967: 国际化办学
- 1967 : 校址迁至Écully（靠近里昂）。
- 1970 : 启用新校名: 里昂中央理工学校（法文：École Centrale de Lyon）。
- 1980 : 与日本和美国首次达成合作协议。
- 1990 : 成立中央理工学校联合体，并与中国首次达成合作协议。
- 1996 : “欧洲顶级工业经理”网络创始成员（TIME）。
- 2001 :  （页面存档备份，存于） 當時任中国国家副主席的胡锦涛访问学校，并被授予名誉博士学位。
- 2002 : 在深圳设立办事处。

## 院系设置
- 圣埃蒂安国立工程师学校